# Sionkapellet, Svanshals
Sionkapellet, Svanshals är en kyrkobyggnad i Svanshals, Ödeshögs kommun. Kyrkan tillhörde Sionförsamlingen, Svanshals som är ansluten till Pingstkyrkan.

## Historik
Sionförsamlingen i Svanshals bildades 1939. Sionkapellet grundades 1940 och låg på Svanhals Svanegård. Den bestod av ett mindre och en större samlingssal. Där omkring 250 personer fick plats. Kapellet hade även ett kök och en hall. I kapellet fanns även en bostadslägenhet (predikantlägenhet) med två rum och kök. Kapellet invigdes den 23 november 1941.

## Instrument
I kyrkan finns ett harmonium.